# Gomselmash
Gomselmash (russisch Гомсельмаш) ist einer der größten Erntemaschinenhersteller von Belarus mit Sitz in Gomel.

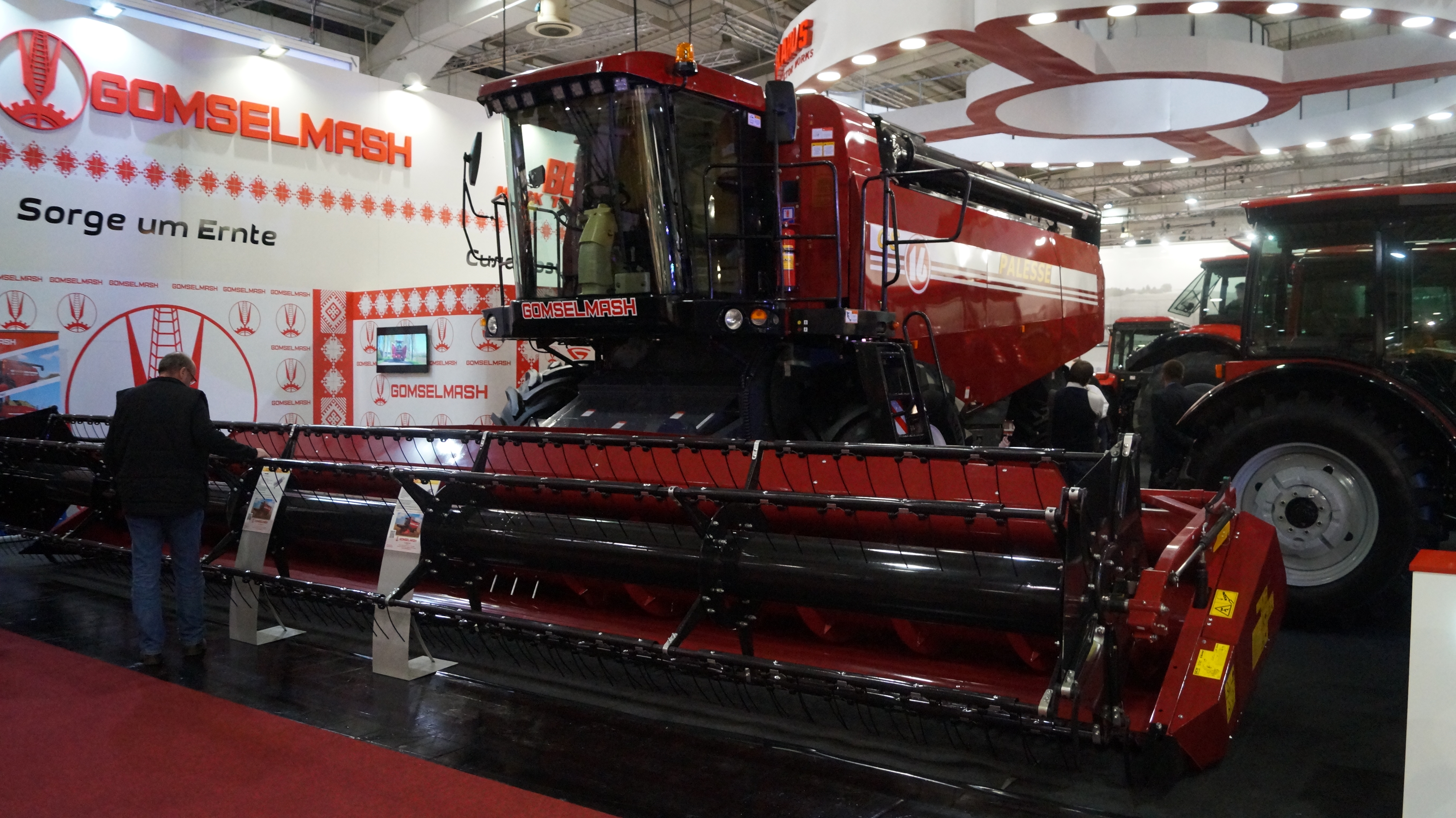
Gomselmash Palesse GS 16

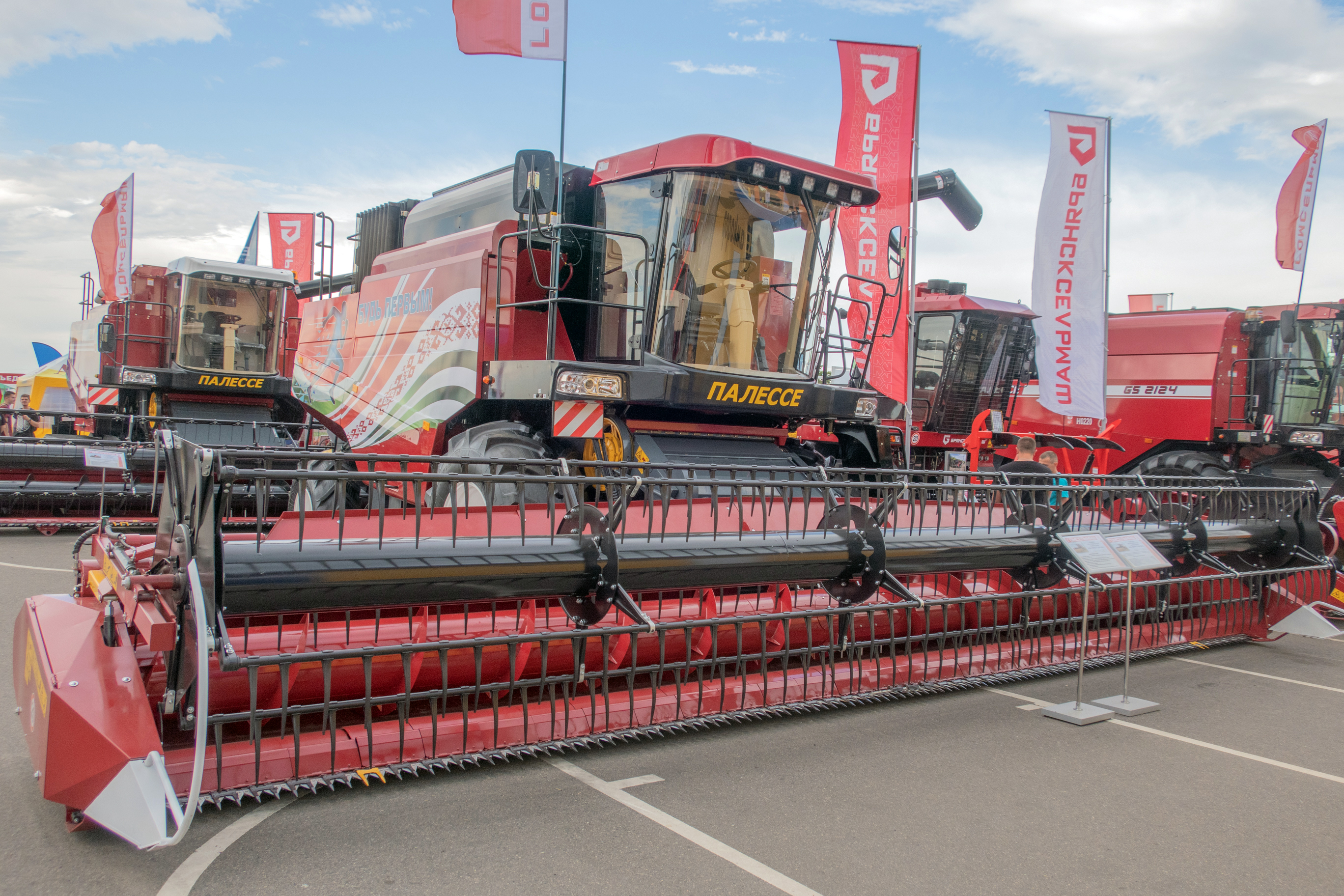
Gomselmash Palesse („Polesien“) GS12A1

## Geschichte
Gomselmash wurde 1930 zur Produktion von Erntemaschinen für die Landwirtschaft gegründet. Ab 1966 begann die Produktion von gezogenen Feldhäckslern, elf Jahre später wurden mit dem KSK-100 auch die ersten selbstfahrenden Feldhäcksler produziert. Die Produktion von selbstfahrenden Feldhäckslern war so erfolgreich, dass Gomselmash ab 1984 Weltmarktführer war. 2009 eröffnete Gomselmash in einem Joint-Venture mit einem chinesischen Unternehmen ein Montagewerk in China. Ein Jahr später folgte die Gründung eines Gemeinschaftsunternehmens zur Produktion von Mähdreschern in Kasachstan, 2015 ein zweites Joint-Venture in China. 2017 stellte Gomselmash den Prototyp des weltweit ersten Mähdreschers mit Gasantrieb vor.
Im Mai 2023 verhängte die Ukraine Sanktionen gegen Gomselmash und das Gomel Plant of Casting and Normals, seine Tochtergesellschaft. Im August 2024 wurde GomSelMash zur Sanktionsliste Kanadas hinzugefügt.

## Produkte
Gomselmash ist der führende Anbieter von Mähdreschern in Belarus. In Russland hat Gomselmash 2016 mit 1.750 verkauften Mähdreschern einen Marktanteil von 28 %.
Zum Produktprogramm gehören:
- Mähdrescher
- Feldhäcksler
- Mähwerke
- Zuckerrüben- und Kartoffelroder
- Baumwollernter
- Schwadmäher
- Grubber und Sähmaschinen
- landwirtschaftliche Anhänger